# Ringing down the Years
Ringing down the Years is een muziekalbum van de Britse band Strawbs. Na Don't Say Goodbye duurde het weer een aantal jaren voordat er een album van de band volgt. Bandleider Cousins heeft het druk met zijn radiowerkzaamheden. Naast enkele nieuwe songs, staan er ook een aantal bewerkingen van “oude” composities op het album. Het album is opgenomen in Chalfont St. Giles. He album is in eerste instantie alleen in Canada uitgebracht, waar destijds gold dat er een Canadese compositie op het album moest voorkomen. Might as well be on Mars is dus geschreven door derden en is daarmee een primeur voor de band, maar past in de Strawbs folkrock-traditie. De track komt ook uit als Compact cassettesingle, een fenomeen dat in de rest van de wereld vrijwel onbekend is. Als B-kant fungeert The King.

## Musici
- Dave Cousins – zang, gitaar,
- Tony Hooper – zang, gitaar,
- Brian Willoughby – 1e gitaar
- Chris Parren – toetsen
- Rod Demick – basgitaar, zang
- Richard Hudson – slagwerk, gitaar, zang

## Composities
1. Might as well be on Mars (Graeme Williamson, Neil Chapman)
2. The King (Cousins), dit keer met zangeres Cathy Lesurf;
3. Forever ocean blue (Cousins)
4. Grace Darling (Cousins)
5. Afraid to let you go (Demick, Willoughby, Hudson)
6. Tell me what you see in me (Cousins)
7. Ringing down the years (Cousins); opgedragen aan Sandy Denny;
8. Stone cold is the woman’s heart (Cousins);
9. Taking a chance (Demick, Willoughby, Hudson)

Stuart Kerrison is een gelegenheidsproducer; ingeschakeld voor alleen dit album.

## Bron
- (en) Strawbsweb
- Cd-hoesje Virgin uitgave.